# Temulus (Randublatung)
Temulus is een bestuurslaag in het regentschap Blora van de provincie Midden-Java, Indonesië. Temulus telt 3271 inwoners (volkstelling 2010).